# Mnajdra

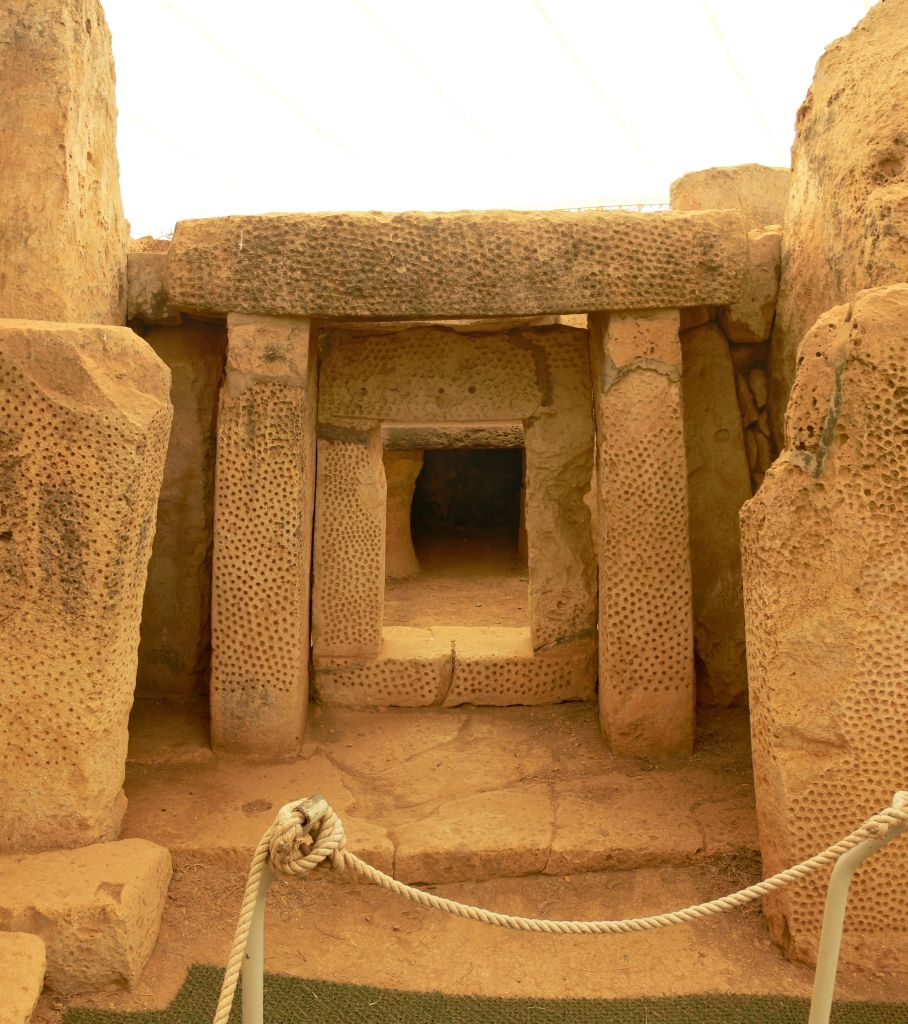
Nisch i Mnajdras södra tempel.

Mnajdra är en fornlämning i republiken Malta som bland annat omfattar ett komplex av megalitiska tempel. Den ligger i kommunen Il-Qrendi, i den södra delen av landet. Mnajdra ligger 84 meter över havet.
Närmaste större samhälle är Siġġiewi, 3,2 kilometer norr om Mnajdra. 